# 李伯宁
李伯宁（1918年6月23日—2010年12月10日）河北省任丘县人，生于河北省高阳县，中华人民共和国官员，曾任水利部、水利电力部副部长，国务院三峡工程建设委员会副主任等职。

## 生平
1918年6月23日，李伯宁生于河北省高阳县。1935年，自高阳县立简易师范毕业。1937年10月，参加中共领导的革命工作。1938年3月，加入中国共产党。
抗日战争时期，李伯宁历任河北省任丘县游击队参谋，高阳县政府秘书，肃宁县县长兼肃宁县游击大队队长。他率肃宁县游击大队坚持斗争，开辟根据地，受到地委及军分区通令嘉奖。
第二次国共内战期间，李伯宁历任冀中行署秘书，冀中导报社编辑科科长、副总编辑，中共中央政策研究室研究员，中共北京市委政策研究室工矿组组长等职务。
中华人民共和国成立后，李伯宁历任水利部办公厅秘书处处长，东北军区后勤政治部秘书处处长，水利部党组成员、工务司第一副司长，水利电力部基建司第一副司长（正司级）、办公厅副主任兼水利运动办公室主任、水利管理司司长、水利司司长等职。1953年，参加中国农民代表团访问苏联。
1977年11月，李伯宁任水利电力部党组成员、副部长。1979年3月，任水利部党组副书记、副部长兼机关党委书记。1982年3月，任水利电力部党组成员、副部长兼机关临时党委书记。1984年8月，任水电部顾问。1984年10月，被任命为三峡省筹备组组长。1986年11月，任国务院三峡地区经济开发办公室主任、党组书记。1993年1月，任国务院三峡工程建设委员会副主任。1995年11月18日，李伯宁离职休养。
李伯宁“为水利水电建设与管理、水利综合经营、三峡工程和开发性移民工作作出了重要贡献”。他进行了水管体制改革，推广水利综合经营，促进了水利工程管理方面的“桃源经验”的推广，获水利部誉为“中国水利综合经营的创始人”。李伯宁主持三峡移民试点工作时，“改革过去的一次性赔偿为开发性移民”。时任国务院总理李鹏大力赞誉李伯宁“为三峡工程的上马立了大功”。
李伯宁是中国共产党第十二次全国代表大会代表、中国人民政治协商会议第六届、七届全国委员会委员，第七届全国政协经济委员会副主任。
2010年12月10日，李伯宁在北京病逝，享年93岁。

## 著作
- 《我的水利梦》[1]
- 《论三峡工程与开发性移民》[1]
- 《开发性移民好》[1]